# Tafeltennis op de Olympische Zomerspelen 2020
Tafeltennis is een van de sporten die beoefend worden op de Olympische Zomerspelen 2020 in Tokio, Japan. De onderdelen worden van 24 juli tot en met 6 augustus 2021 afgewerkt. Voor zowel de mannen als de vrouwen bestaat er een competitie in het enkelspel en in teams. Ook is er een gemengd dubbelspel.

## Kwalificatie
Als gastland kreeg Japan in totaal zes plaatsen toegewezen. Een team van drie spelers bij zowel de mannen als de vrouwen, waarvan er per geslacht ook nog één meedoet in de individuele onderdelen. Ook doen ze mee in het gemengd dubbelspel.
Bij de teams was er voor elk continent een kwalificatietoernooi, waardoor er zes landen kwalificeerden. Daarnaast waren er nog negen plaatsen te vergeven via de wereldwijde kwalificatie.
Bij het gemengde dubbelspel was er ook voor elk continent een kwalificatietoernooi, waardoor ook hier zes landen kwalificeerden. Vijf plekken waren te vergeven op de World Tour 2020 en vier op de finale van de World Tour 2019. Als een land zich ook bij de teams had gekwalificeerd moest de speler in het gemengd dubbelspel ook in dat team zitten.
In het enkelspel waren tussen 64 en 70 plekken te vergeven. Landen waarvan er een team is gekwalificeerd mogen twee individuele sporters inschrijven. Hierdoor werden er 32 plekken vergeven. 22 plekken werden verkregen door landen waarvan het team zich niet wist te plaatsen, maar die zich via continentale toernooi hadden geplaatst. De overgebleven plaatsen worden opgevuld door een kwalificatietoernooi, waar minimaal twee en maximaal acht mensen zich kunnen plaatsen. Daarna wordt er nog minimaal één plaats vergeven aan de hand van de wereldranglijst. Het maximum ligt hier op dertien.

## Wedstrijdschema
| Onderdeel↓ / Datum → | 24 | 25 | 25 | 26 | 27 | 28 | 29 | 29 | 30 | 31 | 1 | 2 | 3 | 3 | 4 | 5 | 6 |
| -------------------- | -- | -- | -- | -- | -- | -- | -- | -- | -- | -- | - | - | - | - | - | - | - |
| Mannen enkel         | V  | V  | V  | V  | V  | ¼  | ½  | ½  | F  |    |   |   |   |   |   |   |   |
| Mannen team          |    |    |    |    |    |    |    |    |    |    | V | V | ¼ | ¼ | ½ |   | F |
| Vrouwen enkel        | V  | V  | V  | V  | V  | ¼  | ½  | F  |    |    |   |   |   |   |   |   |   |
| Vrouwen team         |    |    |    |    |    |    |    |    |    |    | V | V | ¼ | ½ |   | F |   |
| Gemengd dubbel       | V  | ¼  | ½  | F  |    |    |    |    |    |    |   |   |   |   |   |   |   |

V Voorrondes  
¼ Kwartfinales  
½ Halve finales  
F Finale  

## Medaillewinnaars
| Onderdeel        | Goud | Goud                             | Zilver | Zilver                                         | Brons | Brons                                       |
| ---------------- | ---- | -------------------------------- | ------ | ---------------------------------------------- | ----- | ------------------------------------------- |
| Enkelspel (m)    | CHN  | Ma Long                          | CHN    | Fan Zhendong                                   | GER   | Dimitrij Ovtcharov                          |
| Team (m)         | CHN  | Fan Zhendong Ma Long Xu Xin      | GER    | Dimitrij Ovtcharov Patrick Franziska Timo Boll | JPN   | Jun Mizutani Koki Niwa Tomokazu Harimoto    |
| Enkelspel (v)    | CHN  | Chen Meng                        | CHN    | Sun Yingsha                                    | JPN   | Mima Ito                                    |
| Team (v)         | CHN  | Chen Meng Wang Manyu Sun Yingsha | JPN    | Miu Hirano Kasumi Ishikawa Mima Ito            | HKG   | Doo Hoi Kem Lee Ho Ching Minnie Soo Wai Yam |
| Dubbel (gemengd) | JPN  | Jun Mizutani Mima Ito            | CHN    | Xu Xin Liu Shiwen                              | TPE   | Lin Yun-ju Cheng I-ching                    |

### Medaillespiegel
| Plaats | Land           | NOC    | Goud | Zilver | Brons | Totaal |
| ------ | -------------- | ------ | ---- | ------ | ----- | ------ |
| 1      | China          | CHN    | 4    | 3      | 0     | 7      |
| 2      | Japan          | JPN    | 1    | 1      | 2     | 4      |
| 3      | Duitsland      | GER    | 0    | 1      | 1     | 2      |
| 4      | Chinees Taipei | TPE    | 0    | 0      | 1     | 1      |
| 5      | Hongkong       | HKG    | 0    | 0      | 1     | 1      |
| Totaal | Totaal         | Totaal | 5    | 5      | 5     | 15     |

Seoel 1988 · 
Barcelona 1992 · 
Atlanta 1996 · 
Sydney 2000 · 
Athene 2004 · 
Peking 2008 · 
Londen 2012 · 
Rio de Janeiro 2016 ·
Tokio 2020 ·
Parijs 2024 ·
Los Angeles 2028
Medaillewinnaars 
Atletiek · Badminton · Basketbal · Boksen · Boogschieten · Gewichtheffen · Golf · Gymnastiek · Handbal · Hockey · Honkbal · Judo · Kanovaren · Karate · Klimsport · Moderne vijfkamp · Paardensport · Roeien · Rugby · Schermen · Schietsport · Schoonspringen · Skateboarden · Softbal · Surfen · Synchroonzwemmen · Taekwondo · Tafeltennis · Tennis · Triatlon · Voetbal · Volleybal · Waterpolo · Wielersport · Worstelen · Zeilen · Zwemmen